# Clifford Copland Paterson
Sir Clifford Copland Paterson (* 17. Oktober 1879 in Stoke Newington, London; † 1948) war ein englischer Elektrotechniker.
Sein Vater war Gerber und Lederhändler. Er besuchte die Mill Hill School und lernte dann Elektrotechnik am Finsbury Technical College und am Faraday House. 1901 wurde er von Richard Glazebrook an die neu gegründete National Physical Laboratory berufen, wo er verantwortlich war für die Abteilung für Elektrotechnik und Photometrie.
1916 wurde er als Officer in den Order of the British Empire für seine Arbeit am Paterson-Walsh Höhenfinder aufgenommen. Im gleichen Jahr wurde er von der Osram-Lampenfabrik in Hammersmith (London) gebeten, ihnen eine Forschungsabteilung zu errichten. Diese waren von der deutschen Technologie abhängig. Während des Krieges hatte er jedoch nicht die Freiheit dazu.
Fünf Tage später, nach dem Waffenstillstand wurde er von Hugo Hirst gebeten, Gründungsdirektor des General Electric Company-Forschungslabors in Hammersmith zu werden. 1922 zogen sie mit 22 Mitarbeitern nach Wembley um. 1928/29 war er Präsident der IES und 1930/31 Präsident der IEE.
Während des Zweiten Weltkriegs hatten sie über tausend Mitarbeiter, die an Suchscheinwerfern, Tarnung, Radio und Radar arbeiteten. 1942 wurde als Fellow in die Royal Society aufgenommen. 1946 wurde er für seine Verdienste zum Knight Bachelor geschlagen.

## Werke
- A Scientist’s War – the War Diary of Sir Clifford Paterson; ISBN 0-86341-218-1

| Personendaten    | Personendaten               |
| ---------------- | --------------------------- |
| NAME             | Paterson, Clifford Copland  |
| KURZBESCHREIBUNG | englischer Elektrotechniker |
| GEBURTSDATUM     | 17. Oktober 1879            |
| GEBURTSORT       | Stoke Newington, London     |
| STERBEDATUM      | 1948                        |